# Алахвердієв Веліхан Арсенович
Веліхан Арсенович Алахвердієв (рос. Велихан Арсенович Аллахвердиев; нар. 12 лютого 1977, Махачкала, Дагестанська АРСР, РРФСР) — російський борець вільного стилю, срібний та бронзовий призер чемпіонатів Європи, бронзовий призер Кубку світу, срібний призер Ігор доброї волі. Майстер спорту Росії міжнародного класу з вільної боротьби.

## Життєпис
Народився в родині дворазового чемпіона Європи, срібного призера чемпіонату світу та Олімпійських ігор Арсена Алахвердієва. У 1994 році закінчив махачкалинську школу № 1.
Боротьбою почав займатися з 1986 року. Виступав за СДЮШОР «Динамо» Махачкала та СКА Москва. Тренувався під керівництвом батька Арсена Алахвердієва.
У 1995 році став чемпіоном Європи серед юніорів. Наступного року виграв чемпіонат Росії та став бронзовим призером чемпіонату світу серед студентів. Ще через рік став чемпіоном світу серед військовослужбовців і вдруге виграв чемпіонський титул на першості Європи серед юніорів. У 1998 році став срібним призером Ігор доброї волі та бронзовим призером чемпіонату Європи серед дорослих. Того ж року дебютував на чемпіонаті світу серед дорослих, де посів сьоме місце. Наступного року на європейській першості піднявся сходинкою вище. У 2000 році у фіналі чемпіонату Росії вів у рахунку, але отримав травму плеча і знявся зі змагань, посівши друге місце. Травма виявилася настільки серйозною, що Веліхан Алахвердієв змушений був завершити спортивну кар'єру у віці 23 років.
У 2000 році закінчив Московський інститут економіки, менеджменту і права.

## Спортивні результати на міжнародних змаганнях

### Виступи на Чемпіонатах світу
| Змагання                        | Збірна | Вагова категорія          | Місце |
| ------------------------------- | ------ | ------------------------- | ----- |
| Чемпіонат світу з боротьби 1998 | Росія  | вільна боротьба, до 69 кг | 7     |

### Виступи на Чемпіонатах Європи
| Змагання                         | Збірна | Вагова категорія          | Місце  |
| -------------------------------- | ------ | ------------------------- | ------ |
| Чемпіонат Європи з боротьби 1998 | Росія  | вільна боротьба, до 69 кг | Бронза |
| Чемпіонат Європи з боротьби 1999 | Росія  | вільна боротьба, до 69 кг | Срібло |

### Виступи на Кубках світу
| Змагання                    | Збірна | Вагова категорія          | Місце  |
| --------------------------- | ------ | ------------------------- | ------ |
| Кубок світу з боротьби 1997 | Росія  | вільна боротьба, до 63 кг | Бронза |

### Виступи на інших змаганнях
| Змагання                                                  | Збірна | Вагова категорія          | Місце  |
| --------------------------------------------------------- | ------ | ------------------------- | ------ |
| Чемпіонат світу з боротьби серед студентів 1996           | Росія  | вільна боротьба, до 62 кг | Бронза |
| Чемпіонат світу з боротьби серед військовослужбовців 1997 | Росія  | вільна боротьба, до 69 кг | Золото |
| Тестовий турнір FILA 1998                                 | Росія  | вільна боротьба, до 69 кг | Бронза |
| Ігри доброї волі 1998                                     | Росія  | вільна боротьба, до 69 кг | Срібло |

### Виступи на змаганнях молодших вікових груп
| Змагання                                       | Збірна | Вагова категорія          | Місце  |
| ---------------------------------------------- | ------ | ------------------------- | ------ |
| Чемпіонат Європи з боротьби серед юніорів 1995 | Росія  | вільна боротьба, до 63 кг | Золото |
| Чемпіонат Європи з боротьби серед юніорів 1997 | Росія  | вільна боротьба, до 65 кг | Золото |